# Fimbria fimbriata
Fimbria fimbriata är en musselart som först beskrevs av Carl von Linné 1758.  Fimbria fimbriata ingår i släktet Fimbria och familjen Fimbriidae. Inga underarter finns listade i Catalogue of Life.